# Xã Milton, Quận Jefferson, Indiana
Xã Milton (tiếng Anh: Milton Township) là một xã thuộc quận Jefferson, tiểu bang Indiana, Hoa Kỳ. Năm 2010, dân số của xã này là 896 người.